# Iglesia Parroquial de Fátima

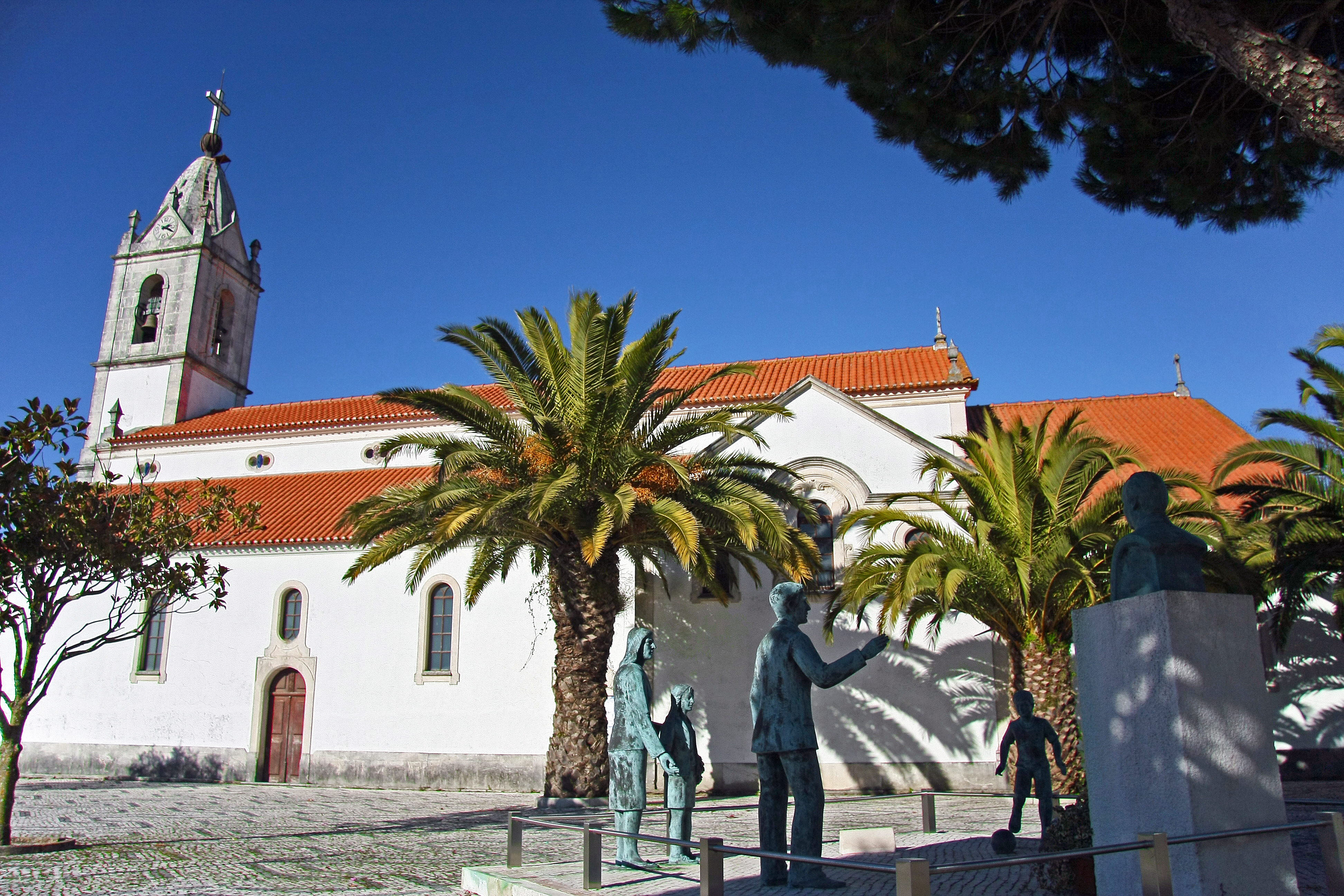
Vista lateral de la Iglesia Parroquial de Fátima y de los Pastorcitos

La Iglesia Parroquial de Fátima, también conocida como Iglesia Parroquial de Fátima y de los Pastorcitos o Iglesia Madre de Fátima, está ubicada en la ciudad de Fátima, municipio de Ourém, en el distrito de Santarém, provincia de Beira Litoral, región del centro y subregión del Medio Tajo, en Portugal.

## Historia
Esta iglesia parroquial en la región de la Sierra de Aire, actualmente integrada en la freguesia de Fátima, tiene como patrona Nuestra Señora de los Placeres y fue separada de la Colegiada de Ourém en 1568. En sus cercanías se encuentran los lugares de Aljustrel, Cova da Iria y dos Valinhos.
Como jurisdicción parroquial tiene, en el pueblo de Moita Redonda, una capilla en honor de Santa Lucía, construida en 1604; en el lugar de Boleiros, una capilla en honor a Santa Bárbara, construida en 1607; otra capilla en Montelo, en honor a Nuestra Señora de la Vida, construida en 1604; en Poço do Soudo, una capilla en honor de San Antonio; un antiguo y muy dedicado santuario mariano en Ortiga en honor de Nuestra Señora de la Ortiga y, en el lugar de Maxieira, una capilla en honor de San Pedro y Nuestra Señora del Rosario.
Fue el lugar de bautismo de los tres santos pastorcitos de Fátima, más conocidos por las apariciones de la Virgen María.

## Características

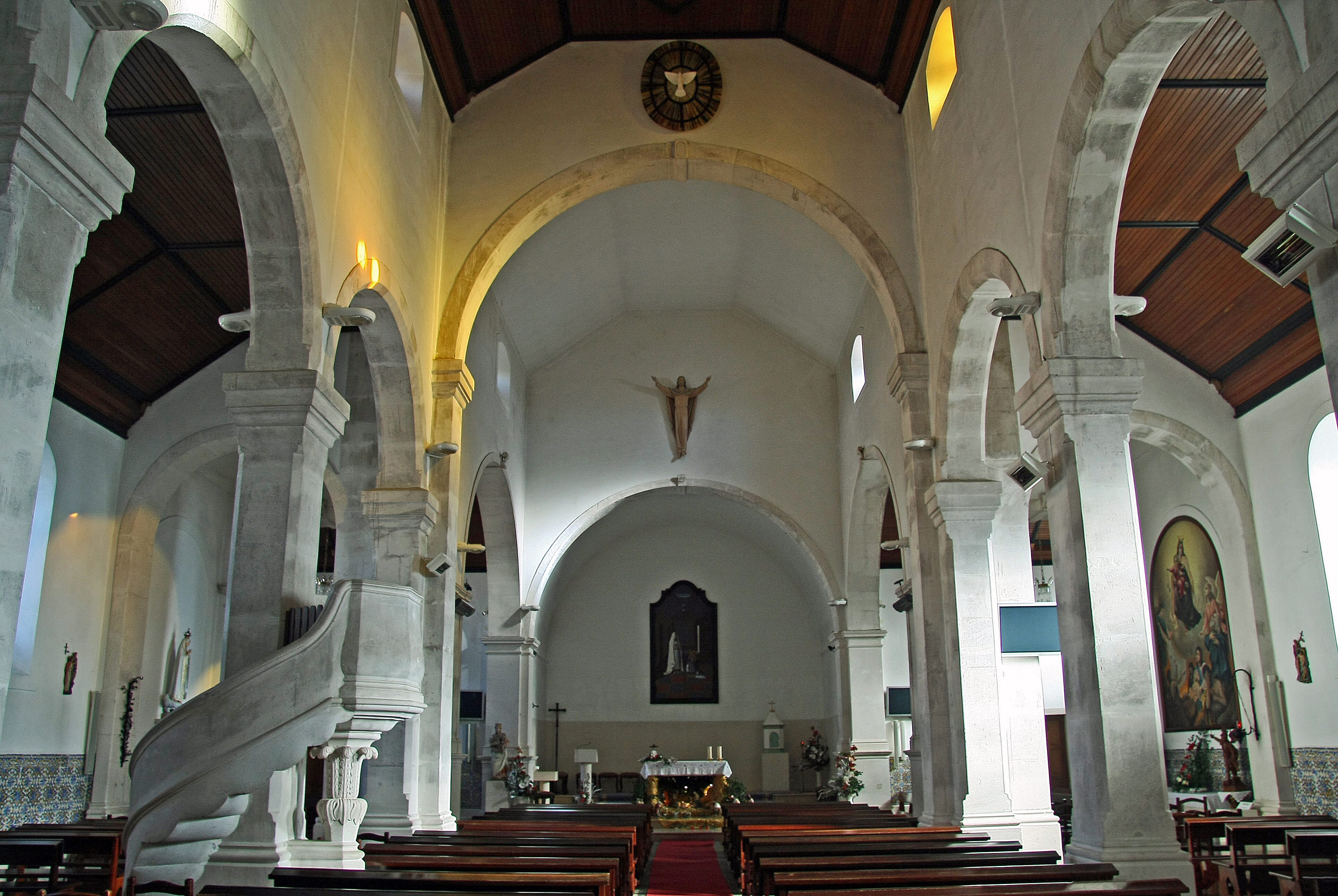
Interior de la Iglesia Parroquial de Fátima

La iglesia parroquial de Fátima estaba casi siempre en construcción: pasó de una sola nave a tres, en 1915, una obra completada por el Padre Agostinho en 1925. En 1956, se hicieron algunas modificaciones más, ya que se eliminaron algunas columnas. Finalmente, en el año 2000, en el año de la beatificación de los pastorcitos Francisco y Jacinta Marto, la iglesia vio su renovación más reciente y que se conserva en el presente.